# Human~Kelt
Albums de Alan Stivell
AMzer
(2015)
Human~Kelt (« Humain-Celte ») est le vingt-cinquième album original d'Alan Stivell, sorti le 26 octobre 2018 sous le label World Village distribué par PIAS. Il comporte 20 titres : une moitié de nouveaux titres et une moitié d'anciens titres revisités.

## Présentation
Il s'agit du vingt-cinquième album de l'artiste et de son vingt-deuxième album studio (bien que les albums lives À l'Olympia et E Dulenn ne comprenaient que des titres inédits). Procédant par cycles, cette production correspond à l'aspect fédérateur de sa musique, plus extravertie que des projets plus intimistes, expérimentaux ou instrumentaux tel que le précédent album AMzer. Il rajoute à ses chansons des aspects, thèmes, langues ou instruments nouveaux qu'il n'avait pas encore mis dans son œuvre.

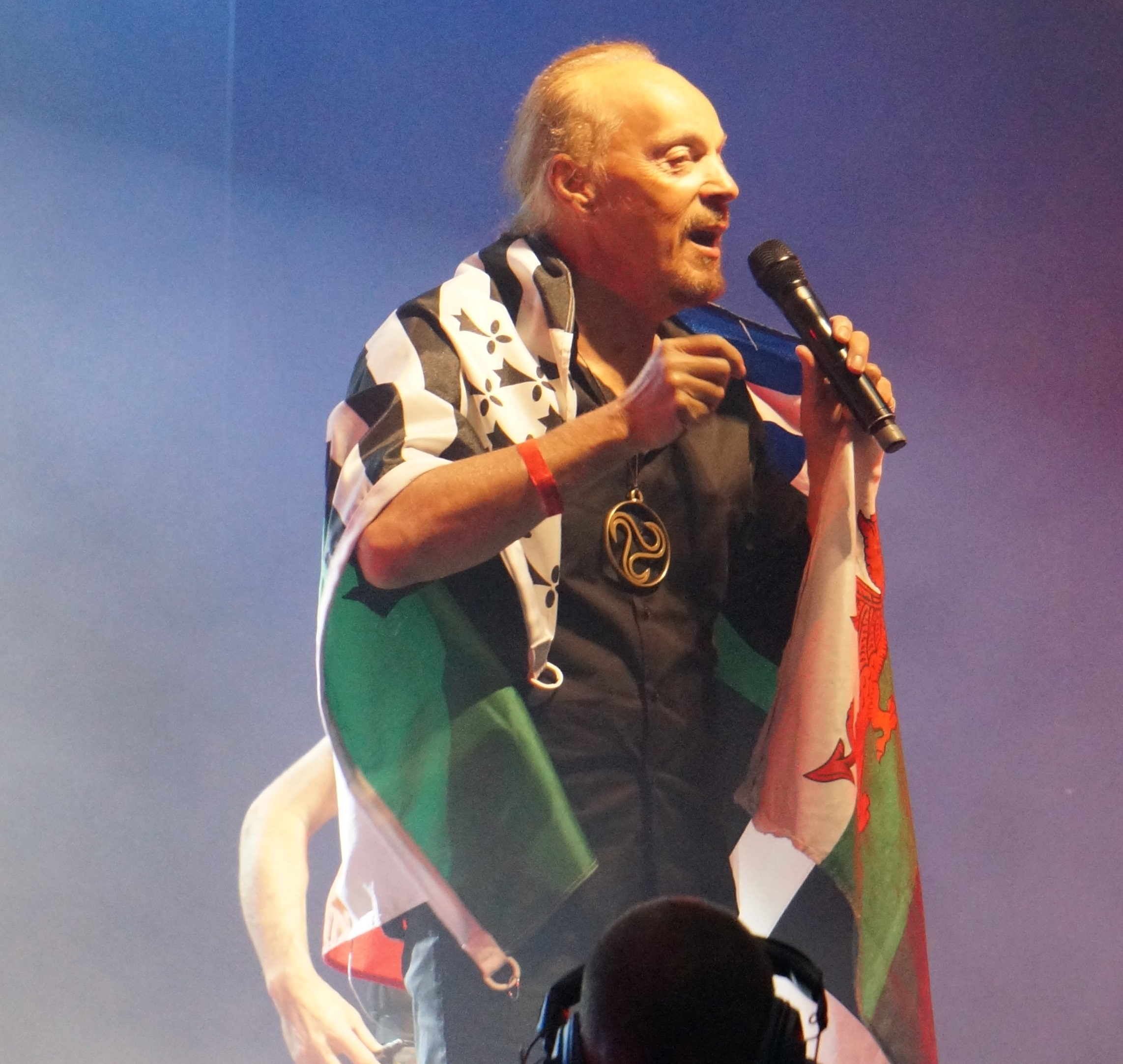
Alan Stivell en concert avec le drapeau panceltique.

Adepte du crossover depuis ses débuts, Alan Stivell passe par tous les courants musicaux, du groove à la méditation, à travers l'espace et le temps, par exemple intégrant instrument et langue archéo-celtiques aux beats electro et autres musiques actuelles. Douze langues différentes sont présentes (breton, occitan, corse, anglais, gallois, bambara, italien, gaélique...).
Un fil rouge émotionnel rend l'ensemble encore plus universaliste. Placée au centre de la création, la culture celtique reflète son influence et ses atomes crochus avec des cultures aux antipodes. Pour cela, différents partenaires et compagnons de route ont répondu présents à son invitation : Dan Ar Braz, Carlos Núñez, les frères Morvan, Angelo Branduardi, Vincenzo Zitello, Robert Le Gall, mais aussi ses rencontres récentes avec Yann Tiersen, Bob Geldof et Murray Head, l'occitan Francis Cabrel et son voisin l’activiste « fabuleux » Claude Sicre... Trois nouvelles voix féminines viennent élargir encore un peu plus le périmètre culturel voire générationnel du projet : la Malienne Fatoumata Diawara, la Corse Lea Antona et la cousine Irlandaise Andrea Corr.

## Caractéristiques artistiques

### Description des chansons
Setu (« voici »)
Voilà 52 ans que la carrière de chanteur professionnel d'Alan Stivell a commencé. Ce mot breton setu est un clin d’œil à l’affiche qui annonçait « Voici Alan Stivell » et que placardaient Alan Stivell et ses amis à Montparnasse et dans quelques endroits en Bretagne au début des années 1970. Dans cette préface sonore, sont conviés l'ensemble des invités qui font partie de ses nombreuses rencontres musicales et humaines.
DEN  I & II
La monosyllabe den, transcendant les genres, dit pour les bretons, comme tous les celtes, quelque chose d’aussi essentiel que l’Humain, dans son double sens (être humain et humanité). La première version est tournée un peu plus vers l’Afrique, notamment par la présence de Fatoumata Diawara. La seconde partie est plus tournée vers le monde anglo-saxon, une influence qui a beaucoup compté pour Alan Stivell, avec des échanges facilités en tant que Breton.

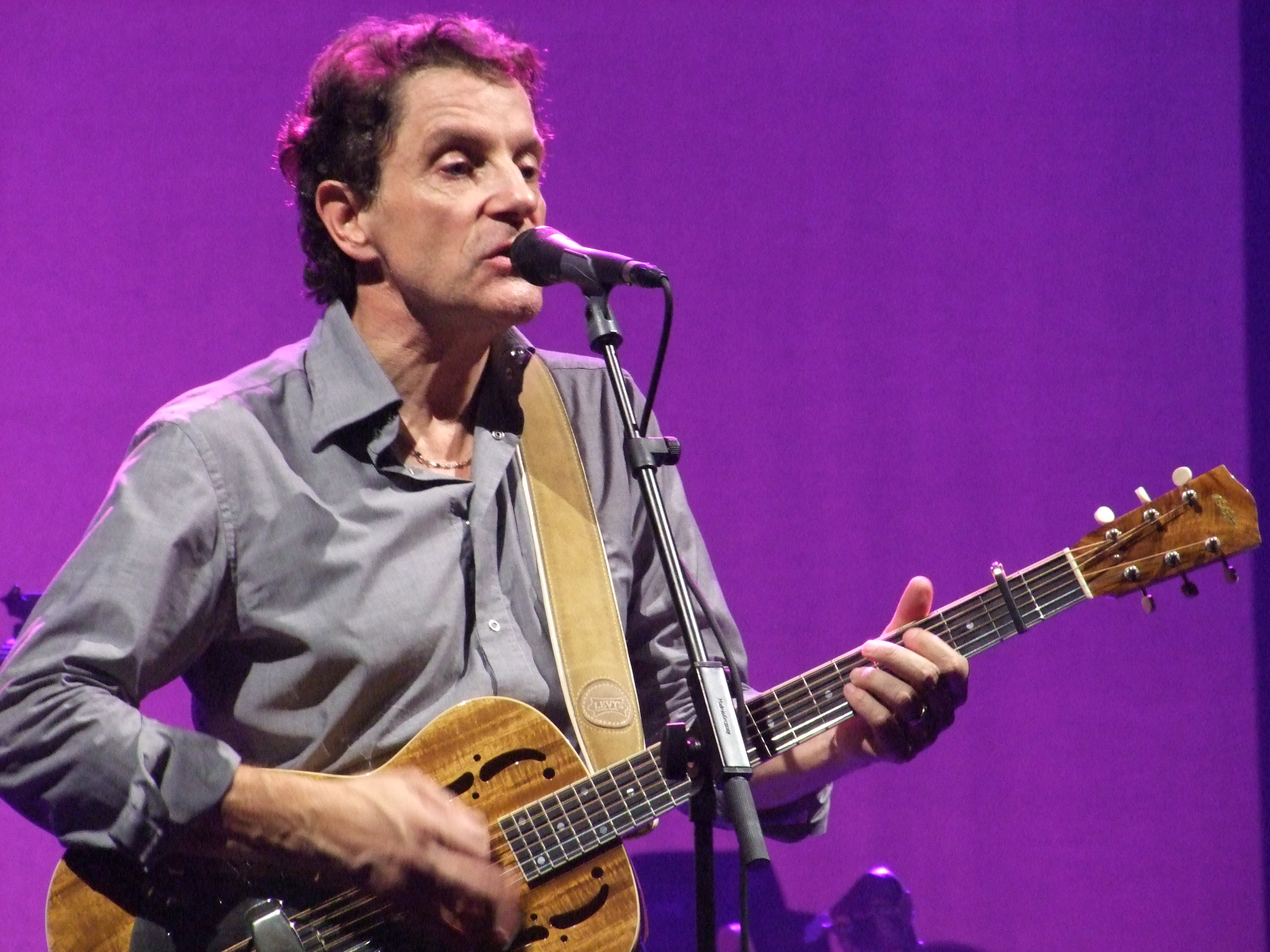
Francis Cabrel

Com Una Gran Orquestra • Ideas (« comme un grand orchestre - idées »)
Medley de deux titres. Ideas (album Terre des vivants) adapté en occitan : Francis Cabrel y chante en occitan et français, Claude Sicre en occitan et Alan Stivell en occitan et catalan. « Ideas », c'est l’idée qu’on devrait laisser libre cours à la pensée et à la création, ce qui n’est pas beaucoup plus le cas dans nos démocraties que dans les démocratures et dictatures. Également, en couplet, le thème Noite peicha, qu'Alan Stivell avait écrit en espagnol, mué en galicien chez Carlos Nuñez (album Un Galicien en Bretagne). La jeune chanteuse corse, Lea Antona, interprète dans sa langue ce que chante Alan Stivell en breton et catalan.

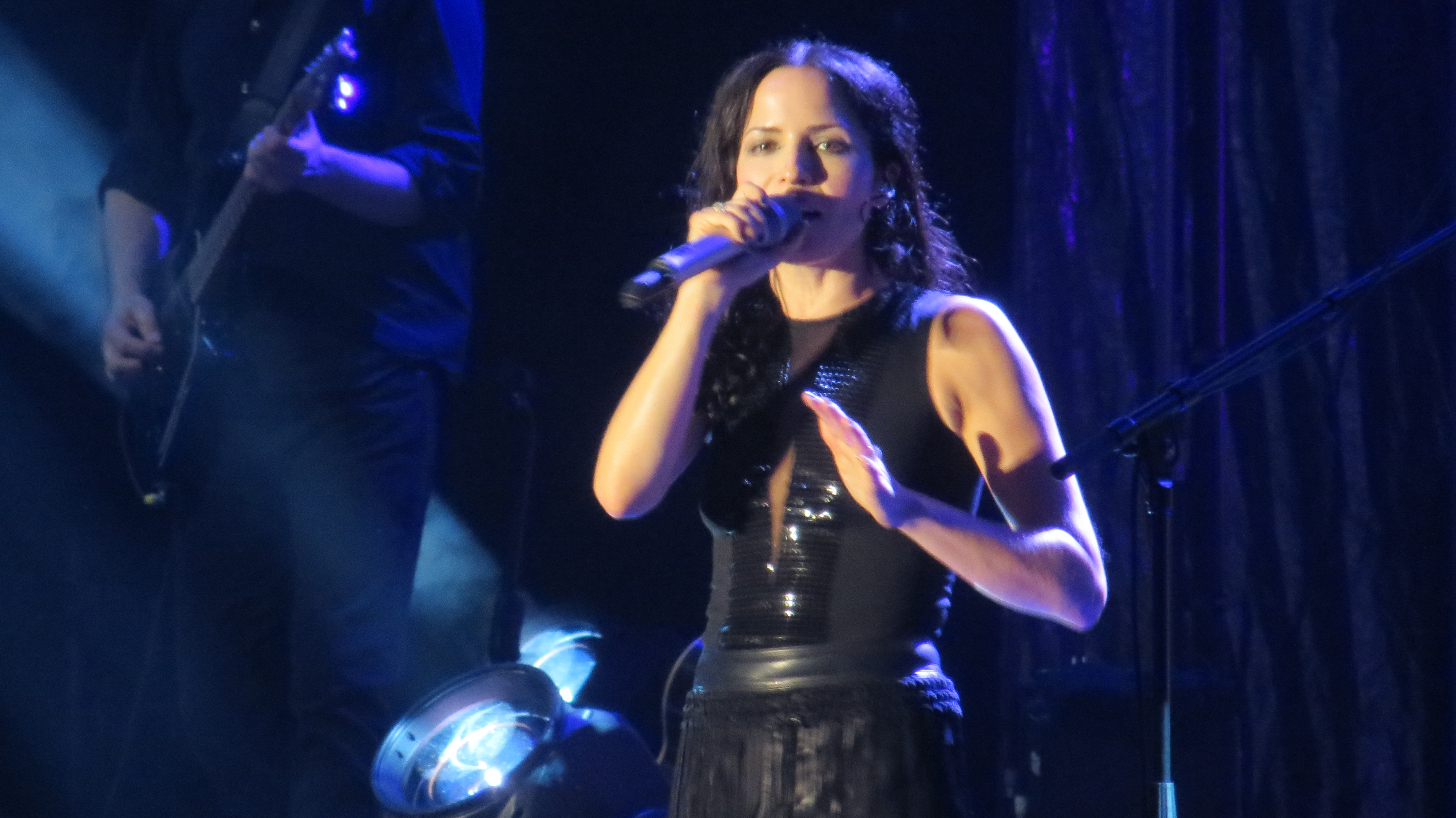
Andrea Corr

Ardaigh Cuan (« soulever l'océan »)
Sean nós, chant gaélique de la grande tradition irlandaise, joué à la harpe dans l'album Telenn geltiek. Andrea Corr, parlant naturellement irlandais, amène une approche non pas éthérée qui est pour certains de mise quand on dit « voix celtique ».
A Hed an Nos (« durant toute la nuit »)
Berceuse galloise, adaptée en breton par linguiste François Vallée dit AbHerve. L’adaptation saxonne All Through The Night est présente dans l’album Emerald. Ici, Andrea Corr fait la passerelle trans-Manche, mais aussi avec la mer d’Irlande. L'arrangement inclut à la fois l’aspect « classique » de la culture galloise (sous l’influence du protestantisme) et celtique avec l'introduction par exemple d'éléments pentatoniques.
MJ a garan (50 bloaz)
En ouverture de ce dixième morceau (sur les vingt que compte l'album), le parolier Claude Lemesle dit le titre "Printemps Automne Autant" comme une sorte de haïku (en référence à l'album AMzer). MJ a garan est une chanson d'amour, dont le titre représente les initiales de la femme de Stivell, Marie-José, qu'il rencontra il y a 50 ans, en 1968 au Centre Elysée Bretagne. Le chanteur lui avait dédié cette chanson en 1981 sur l'album Terre des vivants.
Brezhoneg 'raok (« En avant la langue bretonne »)
En guise de longue intro à Brezhoneg 'raok, un autoremix « maison » intitulé "BZHg" est réalisé par Alan Stivell avec ses machines électro. Dans les paroles de la chanson qui date de 1973 (Chemins de terre), il s'agit de porter l'attention sur la gravité de la disparition d’une des dernières langues celtiques, le breton, dont l'avenir de cette famille de langues minoritaires, et donc de la pensée celtique, est en péril pour l'humanité. Reprenant pour la première fois ce chant, le musicien a voulu en faire une sorte de grande fête conviant le chantre des solidarités Bob Geldof, des musiciens de bagad, de la scène rock, etc.
Reflets, Adskedoù, Reflections

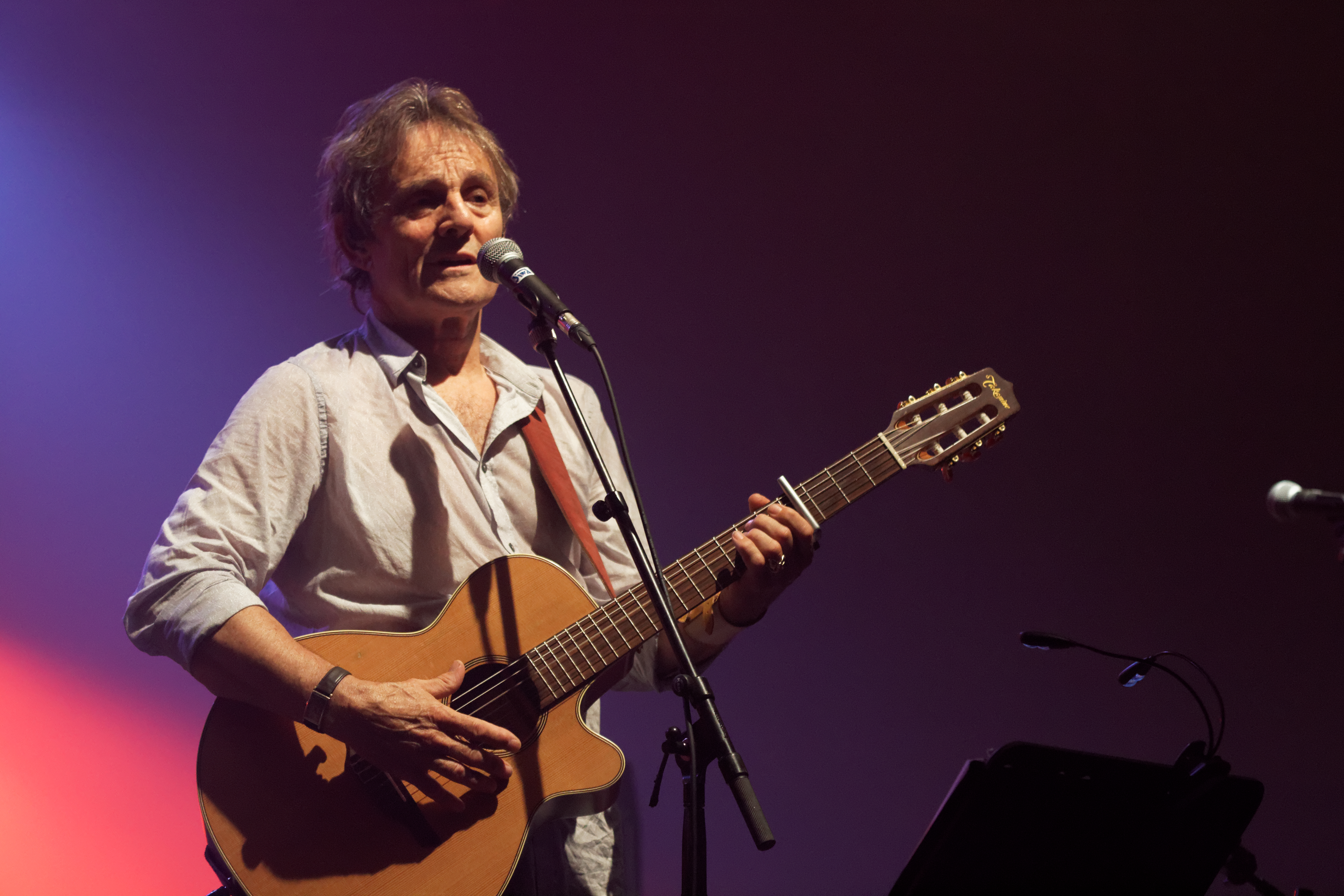
Murray Head

Titre éponyme et première piste de l’album Reflet, le premier sous le nom d’artiste Stivell sorti en 1970. À l'origine écrit en français, ce chant bénéfice ici d'une déclinaison saxonne par Murray Head ainsi qu'une introduction en breton. Reflets est une question ou une constatation : ou nous faisons l’effort du respect (des autres, de la planète) ou nos progrès techniques et la nature se vengeront de nous. 
Brocéliande
Tel Reflets, ce premier véritable single de juillet 1970 est aussi la description de tout ce qu'évoque pour Alan Stivell cette celtitude sans certitude d’avenir, cette Bretagne qui fond comme les glaciers de la connerie humaine au feu des instincts primaires. L'entremêlement du breton et du français des paroles exprime la perte - mais aussi la quête - d'une civilisation, celle de la légende arthurienne à travers la recherche de la forêt enchantée, Breselien ou Brokilien en breton, dont s’éloigne de plus en plus ce XXIe siècle. C'est aussi une ambiguïté des crépuscules où le réel épouse le rêve.
Son ar chistr (« La chanson du cidre »)
Cette chanson à boire est l'autre facette du single Brocéliande, aux antipodes de l'aspect légendaire du premier titre. Devenue une mélodie internationalement connue après 1970, cette chanson-fête devient l’occasion d’une joie collective. Angelo Branduardi et son Gulliver italien introduit l'appel à la convivialité, cette fois en breton (Yec’hed mat) et en anglais (My cheers to you).
Tri Martolod (new')
Ce chant rassembleur est réarrangé tel le bouquet final d'un feu d’artifice, un voyage musical à travers de multiples orientations sonores, avec la présence, réelle ou samplé, de musiciens pour différentes versions (guitares, orgue Hammond, pib-ilin, violon, machines, flûte, accordéon) et Alan Stivell qui alterne le chant quasi a cappella, la harpe, le bagad et autres instruments.
Kelti(k)a
La Celtie (Keltia en breton) est le nom du regroupement familial des celtes, dont le peuple breton  fait partie, par une double appartenance française et celtique (« La Celtie est notre mère, la France est notre beau-père » dit Alan Stivell). Ce morceau rend symboliquement hommage aux grandes voix de la Bretagne à l'identité réveillée des années 1960 (le barde Glenmor et les frères Morvan). À noter la présence d’un authentique instrument de l’antiquité celtique, la lyre celtique de Paule, jouée par Julian Cuvillez (Ar Bard). La celtitude musicale la plus grande y est représentée par deux autres éléments, chargés en émotions : un extrait de chant de travail des Hébrides (Heman dubh, initialement joué dans Renaissance de la harpe celtique) dans la bouche de Joanne McIver et sa fille, et le psaume gaélique de la confrérie de Stornoway. Une reprise de La Celtie et l’Infini (de Au-delà des mots) s'y intègre tout naturellement.
Boudicca (Cacos ac Caesar !)
Boudicca, du nom de la reine celte révolutionnaire, est la suite toute naturelle de Kelti(k)a. D'une Celtie intemporelle on remonte à la Celtie originelle, avec ces cris en langue dite « gauloise », plutôt archéo-celtique (« par la Reine des Icènes / Merde à César ! »). Deux époques et deux territoires sont ainsi couverts : la (Grande) Bretagne de cette reine et la Gaule de Vercingetorix. À noter la présence de deux anciens instruments Celtes, joués par Konan Mevel ; le carnyx utilisé lors des guerres chez les Celtes et le pibgorn dans la cour galloise.
An Emglew (Le Pacte)

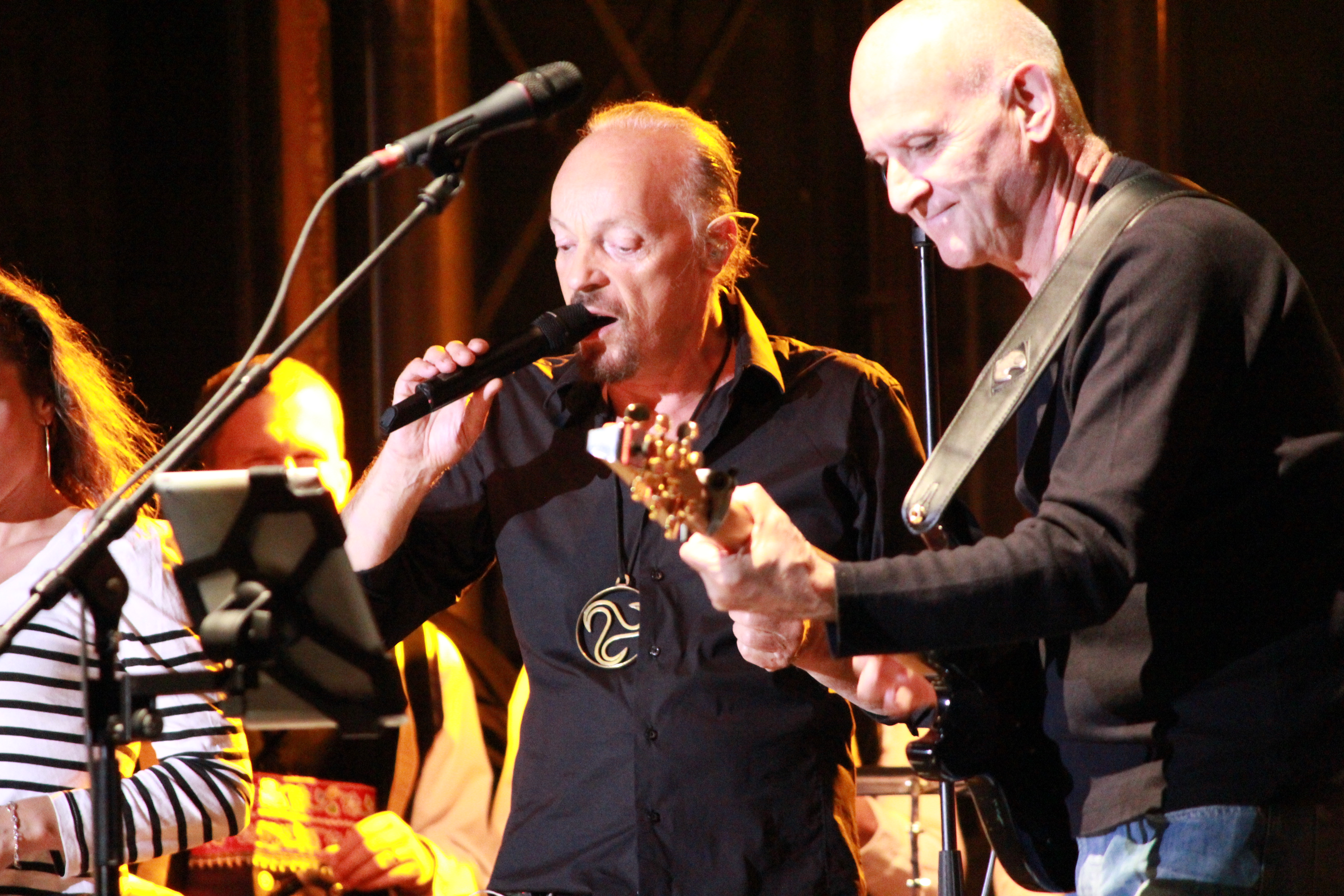
Alan Stivell et Dan Ar Braz

Reprise de cet extrait de l’album Legend – Mojenn. Avec, cette fois, les flûtes de l’ami Carlos Nuñez, la guitare électrique du compagnon Dan Ar Braz et l’aura du piber-ilin Kevin Camus.
Dor Tír na nÓg (« porte de la Terre de l'éternelle jeunesse »)
Mini montage de deux extraits de la Symphonie celtique. D’abord Emskiant (« la conscience ») et l’orgue post-dodécaphonique (influence indirecte d’Alban Berg), une forme méditative, paraissant très éloignée de la musique celtique, mais en réalité n’échappant pas à son âme par une inspiration cachée et très détournée du piobaireachd (pibere’h). Inspiration beaucoup plus directe dans l’autre partie du montage couplé, celle de An distro (« le retour »), son postscriptum.
Pourquoi es-tu venu si tard ?
Thème irlandais Eamon an chroic (présent sur l’album Telenn Geltiek), joué ici sur une des harpes de Vincenzo Zitello et enregistré dans son studio italien. Le choix du titre provient d'une phrase qu'utilisait Jord Cochevelou pour présenter cette chanson. Le musicien breton Yann Tiersen apporte des touches de piano à cet instrumental gaélique.

### Pochette

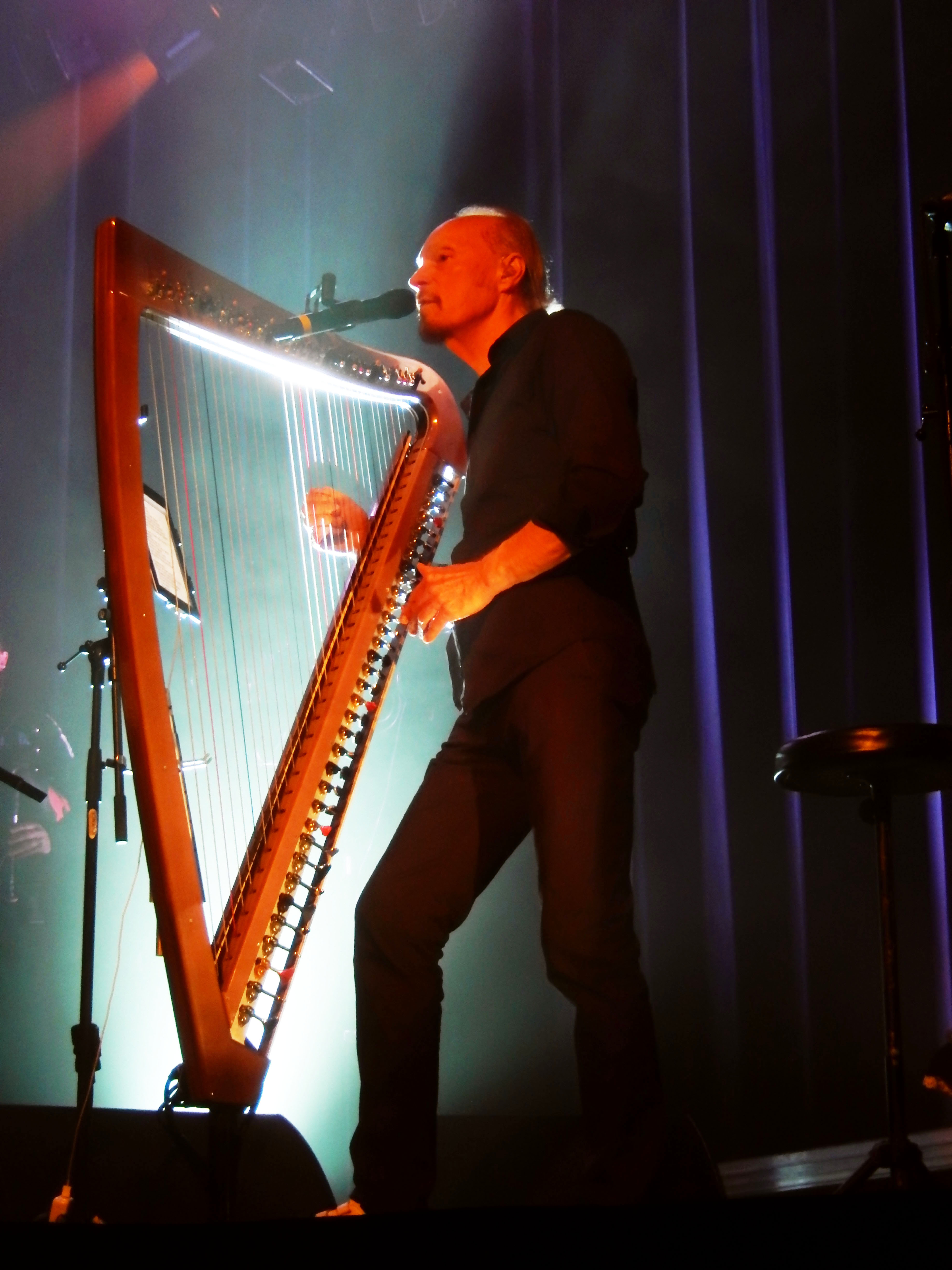
Photo originale de la pochette prise en juin 2017.

La pochette est issue d'une photo de concert prise lors de la première date de la tournée des 50 ans de carrière d'Alan Stivell le 9 juin 2017 à Louvigné-du-Désert (Ille-et-Vilaine). Elle est signée Antoine Tilly, photographe rennais. Le graphisme est réalisé par Michael Inns et Yannick Le Vaillant, spécialisés dans le design d'albums. Le paysage abstrait dans lequel est placé l'artiste accompagné de sa harpe est à la fois symbolique (désert terrestre et milieu aquatique, effet d'aurore polaire) et moderne, tel un voyage dans l'espace et le temps.
L’intérieur de l'album et son livret présentent un panorama comportant plusieurs paysages celtes, notamment the Old man of Storr, dans l'île de Skye.
_________________

## Parution et réception
Il atteint la 44e place de Top albums physiques SNEP la 2e semaine après sa sortie.

## Fiche technique

### Liste des morceaux
| No  | Titre                                               | Invités                                                  | Durée |
| --- | --------------------------------------------------- | -------------------------------------------------------- | ----- |
| 1.  | Setu • 52 bloaz (audio-préface / medley)            | guests                                                   | 3:03  |
| 2.  | DEN I (Mɔgɔ)                                        | Fatoumata Diawara                                        | 4:00  |
| 3.  | DEN II (Simply Human)                               | Bob Geldof                                               | 2:50  |
| 4.  | Com Una Gran Orquestra • Ideas                      | Francis Cabrel, Claude Sicre, Léa Antona, OSB            | 4:43  |
| 5.  | Ardaigh Cuan                                        | Andrea Corr, Orchestre symphonique de Bretagne           | 5:27  |
| 6.  | A Hed an Nos (All Through the Night)                | Andrea Corr, Orchestre symphonique de Bretagne           | 4:10  |
| 7.  | BZHg (self-remix / emadvesk)                        | Bob Geldof                                               | 2:06  |
| 8.  | Brezhoneg 'raok                                     | Bob Geldof                                               | 3:50  |
| 9.  | Printemps Automne Autant (as a haïku)               | Claude Lemesle                                           | 0:14  |
| 10. | MJ a garan (50 bloaz)                               |                                                          | 4:11  |
| 11. | Reflets, Adskedoù, Reflections                      | Murray Head, Robert Le Gall                              | 5:02  |
| 12. | Breselien • Brocéliande                             | Angelo Branduardi, Vincenzo Zitello                      | 5:27  |
| 13. | Son Ar Chistr • My Cheers To You!                   | Dónal Lunny                                              | 4:52  |
| 14. | Tri Martolod (new')                                 |                                                          | 4:11  |
| 15. | Kelti[k]a                                           | Joanne McIver, Eilidh Mairi Saunière, Ar vreudeur Morvan | 4:47  |
| 16. | Boudicca (Cacos ac Caesar!)                         | Catrin Finch                                             | 3:49  |
| 17. | An Emglew (Le Pacte)                                | Dan Ar Braz, Orchestre symphonique de Bretagne           | 2:06  |
| 18. | Dor Tír na nÓg (From Symphonie Celtique)            |                                                          | 1:22  |
| 19. | Éamonn an Chnoic I                                  | Úna ní Fhlannagàin                                       | 0:30  |
| 20. | Pourquoi es-tu venu si tard ? (Éamonn an Chroic II) | Yann Tiersen                                             | 7:46  |

### Crédits

#### Équipe artistique
Artistes
- Alan Stivell : chant, design sonore, programmations, harpes celtiques, claviers, percussions, beatbox, feidóg, low whistle, bombarde, cornemuse écossaise (piob-mhór), cornemuse MIDI
- Chant : Andrea Corr (1, 5, 6), Fatoumata Diawara (1, 2, 3), Francis Cabrel (1, 4), Bob Geldof (1, 3, 7, 8), Murray Head (1, 11), Claude Sicre (1, 4), Angelo Branduardi (1, 12), Les frères Morvan (1, 15), Lea Antona (1, 4), Úna ní Fhlannagàin (19), Joanne McIver et Eilidh Mairi Saunière (3, 15)
- Voix parlé : Claude Lemesle (9), Catrin Finch (16)
- Yann Tiersen : piano (1, 20)
- Carlos Núñez : flûtes (1, 17)
- Dan Ar Braz : guitare (1, 17)
- Donàl Lunny : bouzouki (1, 13)
- Robert Le Gall : guitare, harpe électrique, programmation (1, 11)
- Vincenzo Zitello : violoncelle, psaltérions, sound-design (1, 2, 12)
- Orchestre Symphonique de Bretagne (1, 4, 5, 6, 17)

Musiciens 
- Konan Mevel : flûte irlandaise et low whistle (6), cornemuse pib-ilin électronique (11), claviers, programmations (8, 14), basse électronique et guitare (8, 14), carnyx, pibgorn (16)
- Marco Fadda : percussions (6)
- Emmanuel Devorst : guitares, bouzouki (8, 13)
- Jean-Bernard Mondoloni : didgeridoo (11)
- Ted Beauvarlet : sound-design, programmations, guitare (8, 13, 14)
- Marco Canepa : claviers, programmations (11)
- Fab Tabuteau : programmations (11, 13)
- Jessica Delot : violon (13)
- David Millemann : guitare acoustique (14)
- Cedrick Alexandre : contrebasse (14)
- Kevin Camus : uilleann pipes (17)

Autres enregistrements et samples
Lionel Rocheman, Radio France, INA (1), Alan Stivell's self samples (8, 13, 14, 18), percussions du bagad Cap Caval (8,16), Angelo Branduardi, James Wood (13), musiciens « virtuels » Gabriel Yacoub, Pascal Stive (14), Ronan Le Bars, David Hopkins (15), Colin Bell (16), Stornoway congregation, lyre de Julian Cuvilliez, Glenmor (15)

#### Équipe technique
- Réalisé par Alan Stivell, excepté les mixes italiens (5, 6, 11), co-produit par Alan Stivell et Alan Simon
- Arrangements Alan Stivell

- Enregistrements : de novembre 2016 à janvier 2018 par Alan Stivell au studio Keltia III, avril 2017 par Chris Young aux studios Chestnut (Londres), juin 2017 et janvier 2018 par Robert Le Gall à Paris, d'octobre 2017 à mars 2018 par Ted Beauvarlet à La Licorne Rouge (Rennes), novembre-décembre 2017 par Marco Canepa au studio Woodbox (Rapallo, Italie), décembre 2017 par Angelo Branduardi et Aruba à Phono Record (Côme, Italie), janvier 2018 par Freddy Koella aux studios L'Ostal (Occitanie), Michel Françoise au studio L'Éphémère (Astaffort, Occitanie), Legend Music studios (Phuket, Thaïlande), studio An Eskal (Ouessant), Pete Briquette (1, 3, 8) au studio Brick (Londres), Vincenzo Zitello (1, 2, 12) au studio Telenn (Sulbiate, Italie), mars 2018 par Shay Leon (19) au studio Shay (Loughrea, Irlande)

- Mixage : octobre-novembre 2017 et février-mars 2018 par Ted Beauvarlet au studio La Licorne Rouge (Rennes), novembre-décembre 2017 par Marco Canepa au studio Drum Code (Sesta Godano, Italie) et Woodbox studio (Rapallo, Italie), de janvier à mars 2018 à Woodbox studio et Keltia III studio.
- Mastering : Chab mastering (Paris)
- Artwork : Michael Inns (Londres) et Yannick Le Vaillant (Paris). Photo cover : Antoine Tilly (Rennes).